# Lilleakerbanen

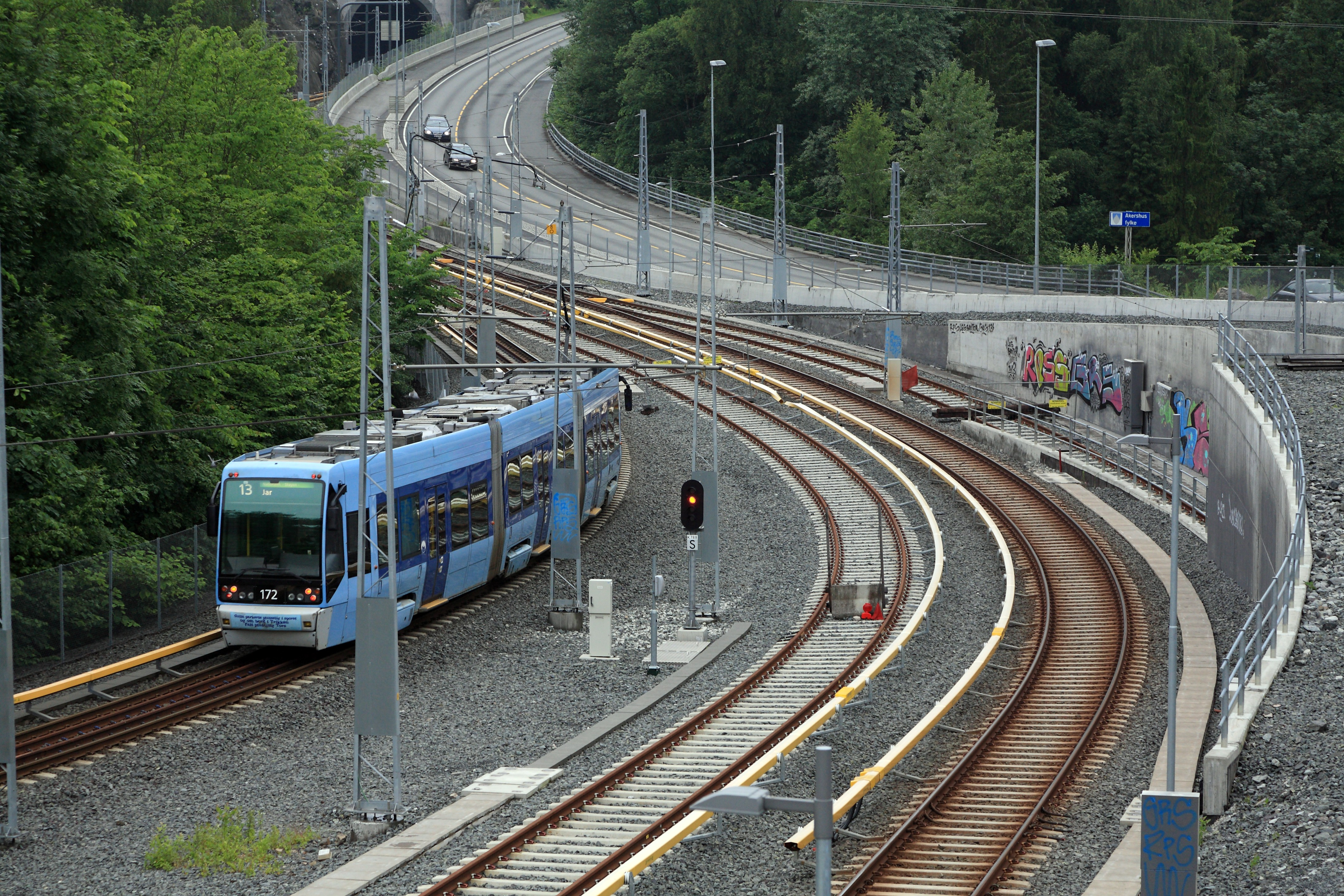
SL95-spårvagn vid Øraker, där Lilleakerbanen går samman med Kolsåsbanen

Lilleakerbanen är en norsk förortsspårvägslinje från Skøyen i Oslo västerut till Jar i Bærum. Den körs som linje 13 från Ljabru till Bekkestua av Sporveien Trikken. Banan fortsätter som Oslos tunnelbana väster om Jar som del av Kolsåsbanen, samt som spårväg i gatan på Oslos spårvägssystem vid Skøyen som Skøyenlinjen.

## Linjesträcka
Lilleakerbanen sträcker sig 3,8 kilometer från Skøyen till Jar. Banan har normalspårvidd, dubbelspår och har ovanpåliggande 750-voltsledning. Vid Skøyen ansluter den till Oslo Sporveiers Skøyenlinjen och vid Jar till Kolsåsbanen, som är en del av Oslos tunnelbana. Utmed större delen av sträckan ligger bostadsområden. Vid Skøyen är det en kort promenad till Skøyen Station på järnvägslinjen till Drammen. 
Banan går från Skøyen via Hoff, Abbediengen och Ullern. Tidigare fanns en hållplats vid Bestum, men denna lades ned på grund av dess närhet till Ullern. Banan passerar därefter hållplatserna Furulund och Sollerud innan den når fram till Lilleaker hållplats.

## Historik
År 1912 började Kristiania Elektriske Sporvei att planera en förlängning av gatuspårvägen Skøyenlinjen mot Bestum eller Øraker. Ansökan beträffande sträckan Skøyen – Lilleaker gjordes 1913 och koncession gavs 1915. 
År 1924 övertogs Kristiania Elektriske Sporveis verksamhet i Oslo av det kommunala Oslo Sporveier, men Lilleakerbanan lämnades utanför exproprieringen. Förlängningen till Bærum finansierades delvis av ersättning för överlåtandet och delvis genom att bolaget fick gratis mark av kommunen. Koncession för Lilleaker–Bekkestua gavs 1922. Linjen till Bekkestua öppnade 1924 och förlängningen  till Bærum samma år. Kristiania Elektriske Sporvei bytte samtidigt namn till Bærumsbanen. Bolaget köpte in spårvagnar med släpvagnar från tyska Van der Zypen & Charlier. Efter trafikeringen längs linjen från Bærum till Skøyen fortsatte spårvagnarna på den av Oslo Sporveier ägda Skøyenlinjen till Wessels plass i Oslos centrum.
År 1934 övertogs Bærumsbanen av Oslo Sporveier och blev ett dotterbolag. De två företagen hade gemensam ledning, men bedrevs med olika driftorganisationer. Vid denna tid existerade också det av Akers kommun ägda bolaget Akersbanerne, som drev en enda linje öster om Oslos centrum. År 1936 övertog Bærumsbanen driften av Akersbanen och körde Kolsåsbanens spårvagnar genom Oslos centrum för att fortsätta på Akersbanens Østensjølinje, en verksamhet med 25 kilometers sträckning som i marknadsföringen gick under namnet Østensjø–Bærumlinjen. 
Åren 1937–1939, levererades 46 Gullfisk-spårvagnar till Oslo Sporveier, av vilka hälften överfördes till bolaget Bærumsbanen.Vid slutet av andra världskriget 1945 var Lilleakerbanan i behov av en genomgripande renovering, vilken tog fyra år. 
Østensjølinjen stängdes 1967 för att upprustas till tunnelbanestandard. År 1971 likviderades bolaget Bærumsbanen, och dess verksamhet övertogs i sin helhet av Oslo Sporveier.

## Bildgalleri

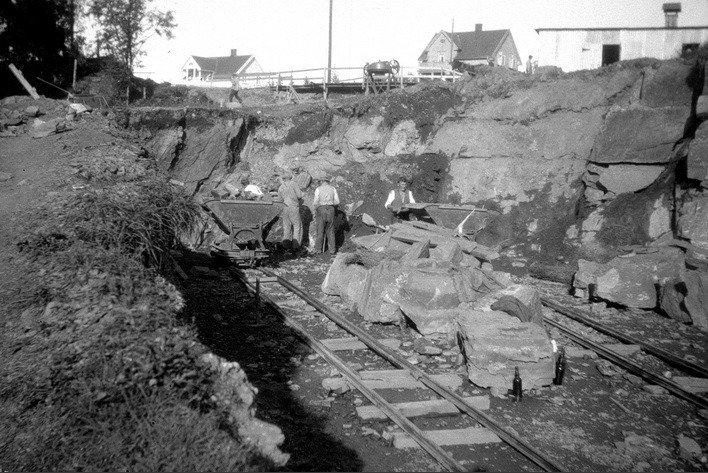
Anläggning av förlängningen från Bekkestua till Haslum 1922
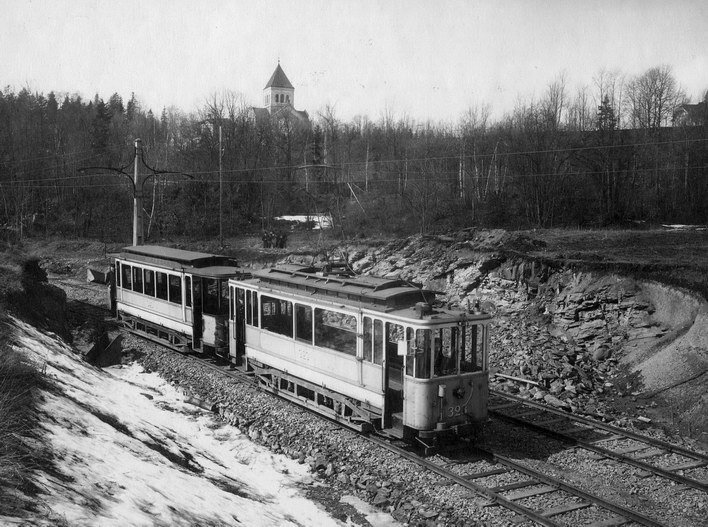
Littera SS-spårvagnar vid testkörningar 1919
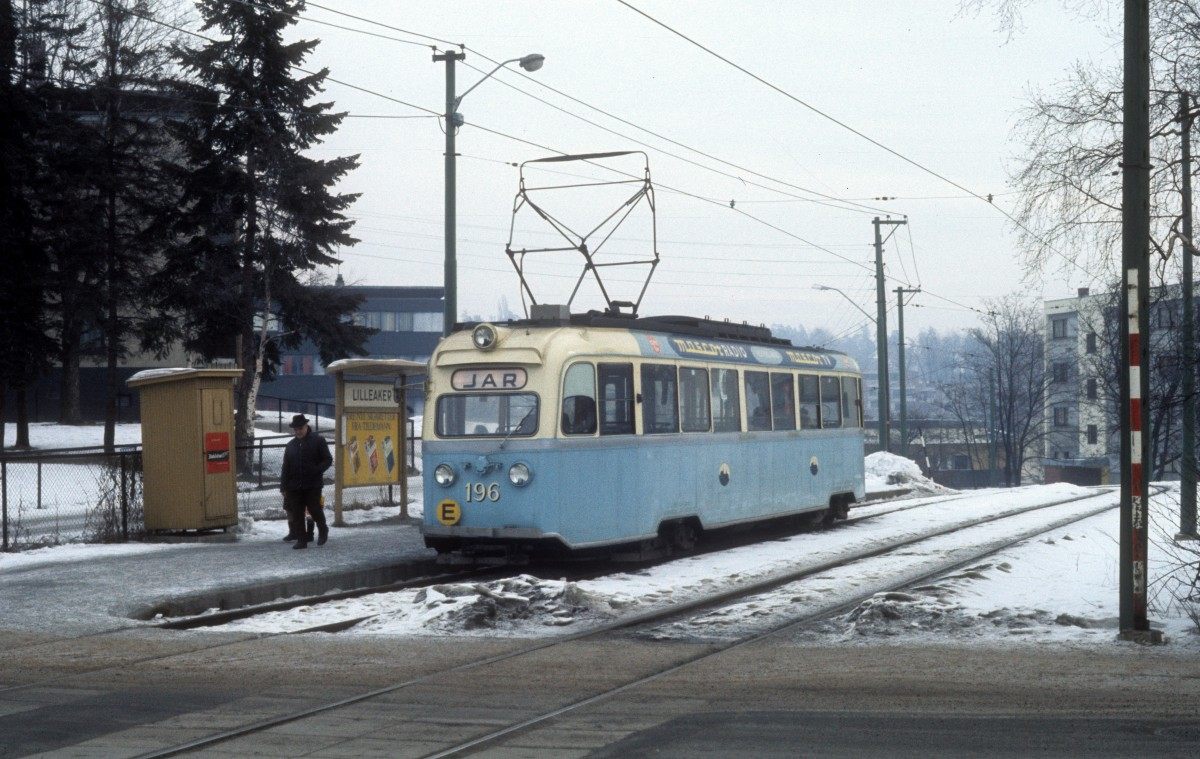
Gullfisk-spårvagn vid Lilleaker, 1975
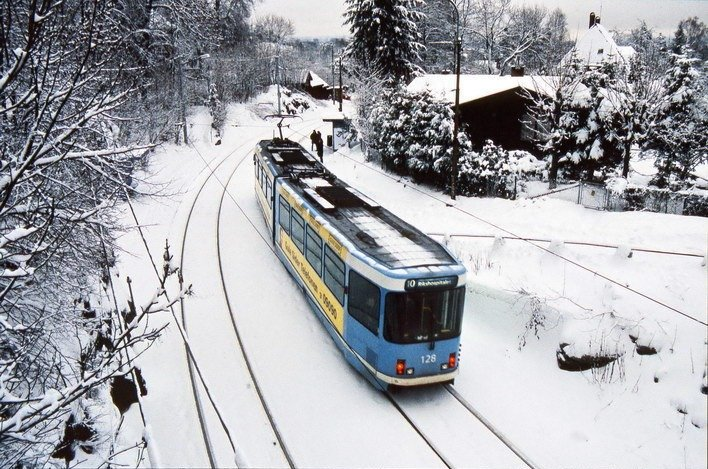
SL79-spårvagn vid Station Ullern, 2000